# 謝怡芬
謝怡芬（英語：Janet Hsieh，1980年1月20日—），藝名Janet，台裔美籍女藝人、主持人、演員、模特兒、作家。出生於美國德州，畢業於麻省理工學院。其事業重心主要在台灣，亦曾遠赴新加坡擔任旅遊節目主持。

## 經歷
父母家鄉在高雄，美國德州出生長大。2001年於麻省理工學院畢業，生物科學和西班牙文雙主修。擅長跆拳道、功夫訓練、電子與古典小提琴、夏威夷舞和薩爾薩舞（Salsa Dance）教學，是經認證的高級緊急醫療技術員（EMT，3年大學訓練）。原本她只是想回到父母的故鄉台灣探訪，後在台北榮民總醫院工作。在台灣時經由L.A.Boyz中成員介紹而開始接觸模特兒圈；據她在節目上的說法，是因為意外獲得成龍對其面試廣告演員時的認可，才決定留在台灣發展、走上專業藝人之路，放下成為無國界醫生成員的人生計畫，而後被藝人小S推荐給節目製作人，正式進入演藝界。
2008年底，她正式取得中華民國國籍。2010年1月出版《Janet帶一百支牙刷去旅行》，分享來台前的奇妙旅途際遇。2011年5月出版《愛上旅行的理由》。2011年10月，以《瘋台灣》獲得第46屆金鐘獎行腳節目主持人獎。2012年3月，與鳳凰衛視主持人周瑛琦共同擔任第6屆亞洲電影大獎頒獎典禮主持人，全程英語主持。2012年10月，與曾國城聯手擔任第47屆電視金鐘獎頒獎典禮主持人。2012年12月，演出五月天《三個傻瓜》音樂錄影帶。2013年1月，演出公共電視除夕賀歲戲劇《穿越101》飾演小那；同年2月出版《AU FOR YOU快樂的祕密》。2020年當選第58屆中華民國十大傑出青年華裔青年特別獎。

## 家庭生活
2015年與混血男模吳宇衛結婚，並在南極舉行婚禮。2017年4月1日公布懷孕，同年產下一子。2021年產下次子。
謝怡芬在兩人同寫的《在世界的盡頭說我願意》一書中自述，自己喜歡冒險、愛戶外運動、敢衝，吳宇衛卻是個愛打遊戲、個性謹慎的阿宅，「喜歡安全的東西，像是安全帶、安全帽之類的東西」，兩人個性完全不同，卻也很合。
謝怡芬曾在受訪時分享，婚後和丈夫輪流當「全職單親」照顧兩個孩子，遇到疫情後反而讓一家四口得以團聚，未來全家要分開兩地愈來愈困難，將考慮在台灣、美國、英國或其他地方生活。

## 主持作品

### 電視節目
| 年份   | 頻道         | 節目                   |
| ------ | ------------ | ---------------------- |
| 2011年 | 旅遊生活頻道 | 《瘋台灣大挑戰》       |
| 2012年 | 旅遊生活頻道 | 《瘋台灣大挑戰第二季》 |
| 2013年 | 超視         | 《金頭腦》             |
| 2014年 | 旅遊生活頻道 | 《瘋台灣全明星》第一季 |
| 2015年 | 旅遊生活頻道 | 《瘋台灣全明星》第二季 |
| 2016年 | 旅遊生活頻道 | 《瘋台灣天團》         |
| 2017年 | StarHub      | 《大家一起来！》       |
| 2019年 | 公視台語台   | 《旺來西瓜仙拼仙》     |
| 2021年 | 旅遊生活頻道 | 《決戰水下伸展台》     |

### 頒獎典禮

#### 亞洲電影大獎
| 年份      | 節目                      |
| --------- | ------------------------- |
| 2012年3月 | 第6屆亞洲電影大獎頒獎典禮 |

#### 金鐘獎
| 年份       | 節目                 |
| ---------- | -------------------- |
| 2012年10月 | 第47屆金鐘獎頒獎典禮 |

## 演出作品

### 電影
| 年份   | 片名        | 飾演        | 備註 |
| ------ | ----------- | ----------- | ---- |
| 2007年 | OHAEVA‧哥哥 | 珍妮/宋惠雅 |      |
| 2018年 | 囍宴機器人  | 阿慧        |      |
| 2019年 | 大三元      | 酒店經理    |      |
| 2021年 | 疾厄        |             | 客串 |
| 2024年 | 台北追緝令  |             | 客串 |

### 電視劇
| 年份   | 頻道          | 劇名                  | 飾演   | 備註         |
| ------ | ------------- | --------------------- | ------ | ------------ |
| 2013年 | 公視          | 《穿越101》           | 小那   | 除夕賀歲戲劇 |
| 2015年 | 民視          | 《星座愛情牡羊女》    | 陳茵秀 | 女主角       |
| 2015年 | 民視          | 《星座愛情獅子女》    | 成立潔 | 客串         |
| 2016年 | 中視          | 《原來1家人》         | Jolina | 客串         |
| 2016年 | 八大綜合台    | 《High 5 制霸青春》   | 林佳璐 | 女主角       |
| 2018年 | 公視          | 《雙城故事》          | Lisa   | 客串         |
| 2018年 | 公視          | 《20之後》            | 魏涵任 |              |
| 2019年 | 台視          | 《如果愛，重來》      | Janet  |              |
| 2020年 | Netflix       | 《彼岸之嫁》          | 曉雨   |              |
| 2020年 | HBO、HBO Asia | 《戒指流浪記》        | Rossy  |              |
| 2021年 | 東森綜合台    | 《神之鄉》            | 葉雲   |              |
| 2025年 | 東森戲劇台    | 《歡迎光臨 二代咖啡》 |        |              |
| 2025年 | 公視、LINE TV | 《零日攻擊》          | 王明芳 |              |

### 配音
| 年份   | 片名                   | 角色                     | 備註           |
| ------ | ---------------------- | ------------------------ | -------------- |
| 2013年 | 《冰雪奇緣》（Frozen） | 安娜(Anna)（中文版）配音 | 迪士尼動畫電影 |

### 音樂錄影帶
- 2008年：李玖哲《解脫》
- 2008年：王力宏《搖滾怎麼了》
- 2011年：五月天《三個傻瓜》
- 2012年：嚴爵《打噴嚏》
- 2016年：蕭敬騰&小宇《不信邪》

### 短片/微電影
- 2013年：行政院農委會－農業微旅行廣告《幸福出走》
- 2014年：內政部警政署刑事警察局-犯罪預防宣導微電影《關鍵一刻》
- 2015年：內政部警政署刑事警察局-犯罪預防宣導微電影《勇敢的心》
- 2018年：《囍宴機器人》

## 出版作品

### 書籍
| 年份   | 書名                                    | 作者                                      | 出版社   | ISBN               |
| ------ | --------------------------------------- | ----------------------------------------- | -------- | ------------------ |
| 2010年 | 《帶一百支牙刷去旅行》                  | Janet Hsieh謝怡芬，譯者：Tim Li（李景白） | 高寶     | ISBN 9789861853574 |
| 2011年 | 《愛上旅行的理由》                      | Janet Hsieh謝怡芬                         | 凱特文化 | ISBN 9789866175282 |
| 2012年 | 《Janet的英語遊樂園》                   | Janet Hsieh謝怡芬                         | 捷徑文化 | ISBN 9789866010125 |
| 2013年 | 《AU FOR YOU 快樂的祕密》               | Janet Hsieh謝怡芬                         | 捷徑文化 | ISBN 9789865882105 |
| 2013年 | 《Janet的英文冒險世界—好膽你就來挑戰!》 | Janet Hsieh謝怡芬                         | 捷徑文化 | ISBN 9789866010637 |
| 2016年 | 《在世界的盡頭說：我願意》              | Janet Hsieh謝怡芬、George Young吳宇衛     | 凱特文化 | ISBN 9789869323970 |

## 獎項紀錄

### 電視金鐘獎
| 年份       | 獲提名             | 獎項                                    | 結果 |
| ---------- | ------------------ | --------------------------------------- | ---- |
| 2010年10月 | 《瘋台灣》         | 第45屆金鐘獎 行腳節目主持人獎           | 提名 |
| 2011年10月 | 《瘋台灣出走特輯》 | 第46屆金鐘獎 行腳節目主持人獎           | 獲獎 |
| 2013年10月 | 《金頭腦》         | 第48屆金鐘獎 綜藝節目主持人獎           | 提名 |
| 2014年10月 | 《瘋台灣全明星》   | 第49屆金鐘獎 行腳節目主持人獎           | 提名 |
| 2021年10月 | 《戒指流浪記》     | 第56屆金鐘獎 迷你劇集／電視電影女配角獎 | 提名 |
| 2022年10月 | 《決戰水下伸展台》 | 第57屆金鐘獎 益智及實境節目主持人獎     | 提名 |

## 電視/網路廣告
- VIVA萬歲牌-不是萬歲牌，我可是不吃的喔！
- 凱撒衛浴
- 公主遊輪
- 萊萃美維他命
- 巨匠美語
- 高露潔牙膏
- 獅王細絲特磨牙刷
- 沙威隆抗菌保濕沐浴乳